# Джобадзе, Сергей Александрович
Серге́й Алекса́ндрович Джоба́дзе (11 (24) мая 1909, Тифлис, Российская империя — 10 мая 1980, Москва, СССР) — советский хозяйственный деятель. Организатор становления и развития газовой промышленности. Заслуженный химик РСФСР. Изобретатель. Первый начальник Управления эксплуатации газопровода «Саратов-Москва». Один из авторов разработки и внедрения знаменитой «Рельсовой войны». Инициатор создания первого в СССР «Вечного огня». Активный участник создания газосланцевой промышленности СССР..

## Биография
Родился 11 (24) мая 1909 года в Тифлисе в семье служащего Закавказской железной дороги. В 1926 году окончил десятилетку и после чего поступил рабочим аккумуляторного отделения радиолаборатории Тифлисского Учпромсожа Закавказских железных дорог. В 1929 году поступил в Тбилисский политехнический институт им. В. И. Ленина и одновременно работал стрелком-радиомехаником в вооружённой охране ГПУ Закавказских железных дорог. В 1931 году перевёлся в Московский химико-технологический институт имени Д. И. Менделеева. В июне 1934 года направлен в Донецкий металлургический институт, работал на кафедре коксования ассистентом, заведующим лабораторией, руководил дипломным проектированием студентов и одновременно вёл научно-исследовательскую работу в коксовом цеху Макеевского коксохимического завода. В 1935 году Сергей Александрович избирался членом Горкома Ленинского Коммунистического Союза молодёжи Украинской ССР.
Одновременно преподавал на курсах усовершенствования руководящего состава кадров промышленности. Читал курс коксования руководству завода и треста. С сентября 1935 по июль 1938 года работал на Ново-Макеевском коксохимическом заводе заместителем начальника коксового цеха, начальником этого цеха, начальником ПТО и заместителем технического директора.
С июля 1938 по апрель 1940 года находился под следствием, дело прекращено.
С сентября 1940 года по июль 1941 года работал в Гипрогазе Наркомата нефтяной промышленности старшим инженером отдела искусственного жидкого топлива в Москве. С июля 1941 по ноябрь 1943 года работал специалистом по взрывчатым веществам, мобилизован в качестве инструктора 4-го отдела Штаба истребительных батальонов Управления НКВД Москвы и Московской области. Занимался организацией и формированием партизанских и истребительно-диверсионных групп, а также их боевой подготовкой в тылу противника. Был участником партизанского движения Подмосковья, а также разгрома немецко-фашистских войск под Москвой.
В ноябре 1943 года работал специалистом по искусственному жидкому топливу и газу и был назначен начальником сектора Спецтехнадзора Главгазтоппрома при СНК СССР. В сентябре-декабре 1944 года в связи с освобождением Западной Украины был назначен заместителем руководителя группы специалистов Главгазтоппрома и командирован в гг. Львов, Дрогобыч, Станислав, Стрый для восстановления газовых промыслов и газопроводов. Одновременно назначен и. о. директора Нефтегазового техникума в г. Львов.
В феврале 1945 г. назначен и. о. директора, затем директором Дирекции строящегося газопровода «Саратов — Москва».
В мае-июне 1945 года в звании подполковника был направлен в служебную командировку в Германию в качестве представителя СНК для выполнения специального задания Правительственной комиссии ГКО (изучал газовое хозяйство Берлина).
25 июля 1946 года назначен начальником Управления эксплуатации газопровода Саратов-Москва (сегодня ООО «Газпром трансгаз Москва»).
С декабря 1946 по март 1949 года заместитель начальника Управления эксплуатации газопровода Саратов-Москва.
В 1948 году приказом Главгазтопрома назначен председателем комиссии по приёмке и вводу в эксплуатацию газопровода «Кохтла-Ярве — Ленинград». За успешную работу в освоении этого газопровода в 1949 года был награждён орденом Трудового Красного Знамени.
В 1952 году переведён в Москву и назначен руководителем Дирекции строящихся газопроводов Главгаза СССР и одновременно председателем комиссии по испытанию и вводу в эксплуатацию магистральных газопроводов «Дашава-Киев-Брянск-Москва», «Северный ввод», «Кохтла-Ярве-Таллин», «Тула-Москва», «Ставрополь-Москва» (I нитка).
Автор многих изобретений.
В 1952 г. написал пьесу «Дни и люди» о сланцеперерабатывающем комбинате и вводе в эксплуатацию газопровода «Кохтла-Ярве — Ленинград».
В 1955 г. назначен директором Щекинского газового завода по производству искусственного газа для нужд столицы.
9 мая 1957 года по инициативе С. А. Джобадзе и при его непосредственном участии в посёлке Первомайский Щёкинского района Тульской области был зажжён первый в СССР Вечный огонь и открыт монумент павшим воинам и партизанам Великой Отечественной войны.
В 1958 году защитил диссертацию на соискание ученной степени кандидата технических наук в Московском химико-технологическом институте им. Д. И. Менделеева на тему: «Исследование процесса селективной экстракции фенолов из буроугольной газогенераторной смолы водными растворами метанола». С 1959 по 1962 года занимался перепрофилированием Щёкинского газового завода в Химический комбинат.
С 1962 по 1964 год — главный специалист Отдела координации научно-исследовательских работ Академии наук СССР, Академии наук союзных республик и высших учебных заведений Государственного Совета Министров СССР.
В 1963 г. С. А. Джобадзе становится лауреатам премии ВДНХ.
С 1964 по 1966 года назначен главным специалистом — заместителем начальника Отдела химизации народного хозяйства Государственного комитета по координации научно-исследовательских работ СССР. С 1966 года — главный специалист по химизации сельского хозяйства Отдела химии Государственного комитета Совета Министров СССР по науке и технике. Сергей Александрович избирался членом Осавиахимом, членом бюро ГККП(б) Эстонской ССР, депутатом и членом Исполкома города Кохтла-Ярве, делегатом VI съезда Компартии Эстонии и членом Тульского обкома КПСС, членом Тульского областного Профсоюзного совета и делегатом XXII съезда КПСС в 1961 году. В 1975 году избран заместителем Совета ветеранов 88-й спец. части города Москвы, а с 1976 г. Председателем Совета ветеранов.
С июля 1978 года избран на должность главного специалиста Государственного комитета СССР по науке и технике.
10 мая 1980 года скончался в Москве, похоронен на Кунцевском кладбище
В июне 2016 года в ознаменование 75-й годовщины начала Великой Отечественной войны в Щекинском районе был установлен памятник Сергею Александровичу Джобадзе.

## Награды
Награждён медалями «Партизан Великой Отечественной войны I степени», «За боевые заслуги» (16.02.1942), «За оборону Москвы». За участие в строительстве первого магистрального газопровода «Саратов-Москва» награждён Орденом «Красной Звезды». За активное участие в разработке метода ведения «Рельсовой войны» награждён Орденом Красного знамени.
В 1956 году представлялся к Ленинской премии в составе коллектива: Терехов С. Л., Джобадзе С. А., Петров М. А., Хейфец Л. Б., Волонихин Ю. В., Лебедев А. Н., Никитин Н. И., Исаков П. А., в номинации «Создание и освоение газосланцевой промышленности». О присуждении премии нет данных.
За завершение строительства и освоение мощности Щёкинского газового завода в 1959 году награждён Орденом «Трудового Красного Знамени». Отмечен Сталинской премией. За приведение в образцовое состояние производственных цехов Щёкинского газового завода и посёлка Первомайский Тульской области в 1960 году был награждён знаком «Отличнику здравоохранения». В 1964 году за успехи в народном хозяйстве удостоен Серебряной медали ВДНХ. В 1978 году за активную патриотическо-воспитательную работу награждён знаком «Почетный знак СКВВ». В 1979 году присвоено почетное звание «Заслуженный химик РСФСР». Отмечен медалями «За трудовое отличие», «За доблестный труд в Великой Отечественной войне», «За трудовую доблесть», «За победу над Германией», «В память 800-летия г. Москвы».